# Bad Behaviour
Bad Behaviour es una película neozelandesa de 2023 de comedia negra dirigida, protagonizada y coescrita por Alice Englert en su debut como directora de largometrajes. Contó con las actuaciones de Jennifer Connelly, Ben Whishaw y Dasha Nekrasova, y tuvo su estreno oficial en el Festival de Cine de Sundance en enero de 2023.

## Reparto
- Jennifer Connelly es Lucy
- Ben Whishaw es Elon Bello
- Alice Englert es Dylan
- Ana Scotney
- Dasha Nekrasova
- Marlon Williams

## Recepción
En Rotten Tomatoes, 44% de los críticos le dieron una calificación positiva, consiguiendo un promedio de 5.1 sobre 10. El sitio Metacritic le asignó una puntuación de 57 sobre 100 basada en doce reseñas, lo que indica "críticas mixtas".